# Municipio de Trail Creek
El municipio de Trail Creek (en inglés: Trail Creek Township) es un municipio ubicado en el condado de Harrison en el estado estadounidense de Misuri. En el año 2010 tenía una población de 216 habitantes y una densidad poblacional de 2,26 personas por km².

## Geografía
El municipio de Trail Creek se encuentra ubicado en las coordenadas 40°20′13″N 93°49′36″O / 40.33694, -93.82667. Según la Oficina del Censo de los Estados Unidos, el municipio tiene una superficie total de 95.41 km², de la cual 94,52 km² corresponden a tierra firme y (0,93 %) 0,89 km² es agua.

## Demografía
Según el censo de 2010, había 216 personas residiendo en el municipio de Trail Creek. La densidad de población era de 2,26 hab./km². De los 216 habitantes, el municipio de Trail Creek estaba compuesto por el 100 % blancos. Del total de la población el 2,78 % eran hispanos o latinos de cualquier raza.